# Paul Poaniewa
Paul Poaniewa (Numea, 8 novembre 1953) è un ex altista francese.

## Biografia
Nativo della Nuova Caledonia, partecipò a tre edizioni dei Giochi del Sud Pacifico: nel 1971 e nel 1975 vinse la medaglia d'argento nel salto in alto, mentre nel 1979 vinse l'oro sia nel salto in alto che nel decathlon. Stabilì il primato nazionale francese, portandolo a 2,22 m il 22 luglio 1973 a Colombes, per poi migliorarlo a 2,24 m e 2,26 m il 29 giugno 1975 a Saint-Étienne, sempre con tecnica ventrale.
Nel 1976 partecipò alle Olimpiadi di Montréal dove fu eliminato in qualificazione. L'anno seguente conquistò la medaglia d'argento alle Universiadi di Sofia.

## Palmarès
| Anno | Manifestazione          | Sede     | Evento        | Risultato | Prestazione | Note  |
| ---- | ----------------------- | -------- | ------------- | --------- | ----------- | ----- |
| 1971 | Giochi del Sud Pacifico | Pirae    | Salto in alto | Argento   | 2,06 m      |       |
| 1975 | Giochi del Sud Pacifico | Tumon    | Salto in alto | Argento   | 2,08 m      |       |
| 1976 | Giochi olimpici         | Montréal | Salto in alto | 24º (q)   |             | [ 1 ] |
| 1977 | Universiadi             | Sofia    | Salto in alto | Argento   | 2,19 m      |       |
| 1979 | Giochi del Sud Pacifico | Suva     | Salto in alto | Oro       | 2,21 m      |       |
| 1979 | Giochi del Sud Pacifico | Suva     | Decathlon     | Oro       | 6584 p.     |       |

## Altre competizioni internazionali
1973
- Bronzo in Coppa Europa ( Edimburgo), salto in alto

1975
- Argento in Coppa Europa ( Nizza), salto in alto